# Partido de Unión Republicana de Mallorca
El Partido de Unión Republicana de Mallorca (Purmer) fue un partido político constituido en Palma de Mallorca en septiembre de 1896 y encabezado por el republicano progresista Jeroni Pou i Magraner. Escindido del Partido Republicano Democrático Federal. Surgió a partir del trabajo de éste a través de Unión Republicana en 1893 y consiguió agrupar casi la totalidad de los grupos republicanos de las Islas Baleares. Su órgano de prensa era La Unión Republicana (1896-1904). En 1913 sufrió la escisión del Partido Autónomo de Unión Republicana de Mallorca.
- Datos: Q9056365